# The Stunt Man
The Stunt Man (Profesión: el especialista en España y Profesional del peligro en Hispanoamérica) es una película de suspenso estadounidense de 1980, dirigida por Richard Rush y protagonizada por Peter O'Toole y Barbara Hershey, basada en la novela de Paul Brodeur.

## Argumento
Cameron, un joven veterano de la guerra de Vietnam, es persiguiendo por la policía tras la muerte de su compañero. Él tropieza en el set de una película de la Primera Guerra Mundial y no está seguro si accidentalmente causó la muerte de uno de los dobles de riesgo de la película. El excéntrico y autocrático director de la película, Eli Cross (Peter O'Toole) le da refugio a cambio de sustituir al especialista que mató. Cameron pronto se ve pasivamente sometido a la tiranía de Cross, quien le obliga a hacer trucos cada vez más peligrosos.

## Reparto
- Peter O'Toole - Eli Cross
- Steve Railsback - Cameron
- Barbara Hershey - Nina Franklin
- Allen Garfield - Sam
- Alex Rocco - Jake, Jefe de Policía
- Sharon Farrell - Denise
- Adam Roarke - Raymond Bailey
- Philip Bruns - Ace
- Charles Bail - Chuck Barton
- John Garwood - Gabe
- Jim Hess - Henry

## Producción
La producción de la película tuvo lugar en 1978. Muchas escenas fueron filmadas en y cerca del histórico Hotel del Coronado en Coronado , cerca de San Diego, California.

## Análisis
La película juega con la percepción de la audiencia por el constante cambio entre los acontecimientos que ocurren en el "mundo real" y los que suceden en la película de Cross, por lo general sin transición clara.
Peter O'Toole menciona en su comentario de DVD que basó su personaje de David Lean, quien lo dirigió en Lawrence de Arabia.

## Premios
- Mundial de Montreal, Festival de Cine - "Grand Prix des Amériques" (Mejor Película) de Richard Rush
- Globos de Oro - "Mejor banda sonora original" de Dominic Frontiere
- National Society of Film Critics Awards -Sociedad Nacional de Críticos de Cine Premios - "Mejor Actor de Reparto" por Peter O'Toole.